# Chiscani
Chiscani è un comune della Romania di 5 612 abitanti, ubicato nel distretto di Brăila, nella regione storica della Muntenia.
Il comune è formato dall'unione di 3 villaggi: Chiscani, Lacu Sărat, Vărsătura.